# Іванов Павло Андрійович
Павло Андрійович Іванов — український історик середньовічної України кінця XVIII — початку ХІХ ст. 1860–1917/1918

## Життєпис
Народився 7 листопада 1860 у містечку Захарівці Тираспольського повіту Херсонської губернії.
Біографія П. Іванова чітко вкладається у три основні етапи: київський (перша половина 1880-х), миколаївський (1887–1893) та одеський (з 1893 і до кінця життя). Наукові, суспільно-політичні погляди та світогляд сформувалися на історико-філологічному факультеті Київського Імператорського Університету Святого Володимира у рамках школи істориків В. Антоновича. Під керівництвом В. Антоновича написав магістерську дисертацію присвячену історії Волині. Був членом історичного товариства Нестора-літописця у Києві. По від'їзді з Києва підтримував зв'язки з В. Антоновичем, М. Василенком, О. Левицьким, І. Лучицьким, М. Грушевським.
У Миколаєві та Одесі він викладав у гімназіях (зокрема, в одеській Маріїнській). В Імператорського Новоросійського університету він епізодично викладав краєзнавчі та українознавчі спецкурси потягом 1893–1906. Був дійсним членом Київського історичного товариства Нестора-літописця, Імператорське Одеське товариство історії і старожитностей, Історико-філологічному товаристві при Новоросійського університету, Таврійської ученої архівної комісії, співробітничав з Науковим товариством ім. Т. Шевченка у Львові, публікувався у «Киевской старине» та «Записках НТШ». Відзначався прихильним ставленням до української культури.
У недосяжних для російської цензури «Записках НТШ», під псевдонімом «І. Андрієнко», він відмітив перевагу українців серед населення Новоросії наприкінці XVIII ст., заперечив думку В. Надлєра про цивілізаційну роль Росії на Півдні, наголосивши на ролі запорозьких козаків. Піддав сумніву позитивну роль іноземних колоністів на Півдні України і зауважив, що «Новоросія — певна річ — геть би більш надбала собі культури, коли б переселенцям українським уряд надав хоч частину тих привілеїв і різноманітної допомоги, якими він наділяв тоді переселенців чужоземних». В одеському історико-філологічному товаристві ініціював перше в Одесі наукове обговорення історичної схеми М. Грушевського (1905).

## Науковий доробок
За жанром оприлюднення у науковому доробку (нараховані 22 позиції) можна виділити монографію, статті та археографічні публікації. За тематикою праці розподіляються на дві групи — з історії середньовічної Волинської землі та Південної України наприкінці XVIII ст. П. Іванов проаналізував дані про генеалогію та хронологію правління князів Волині. Більш докладно висвітлив соціально-економічну та культурну історію Волині. Оцінки цієї праці представниками київської школи були полярними: від схвальних (В. Антонович, М. Грушевський) до вкрай негативних (М. Довнар-Запольський, І. Линниченко). У дослідженні історії Південної України зосереджувався на історії українського козацтва наприкінці XVIII ст. та політиці російської адміністрації на Півдні України у той же період. 
Був серед перших дослідників історії південноукраїнського козацтва кінця XVIII ст. (Задунайської Січі), першопублікаторів низки важливих джерел з історії Південної України з Санкт-Петербурзького та московського відділень архіву Головного штабу, архіву канцелярії миколаївського військового губернатора, миколаївського портового архіву, архіву Катеринославського губернського правління. Здійснивши, експедицію по місцях, де мешкали нащадки козаків, ознайомився з документами, які належали одному з таких спадкоємців і опублікував їх у додатку до однієї зі статей. Доповідь, присвячена історії Чорноморського козацтва, була наслідком його подорожі у 1901 до с. Слободзеї, де він ознайомився із матеріальними залишками перебування тут чорноморців. У додатках до доповіді він навів фотографії предметів, що належали отаману А. Головатому. В подальшій історіографії Південної України праці П. Іванова досить поважне місце. Про це свідчить, зокрема, посилання на них провідних дослідників української колонізації Придунав'я.

## Праці
- Исторические судьбы Волынской земли. — Одесса, 1895; Переселение запорожцев на Тамань // КС. — 1891. — кн. 7. — Т. 34; Материалы по истории Запорожья в XVIII в. // ЗООИД. — Т. ХХ. — 1897. — II.

## Матеріали;
- К истории Запорожских казаков после уничтожения Сечи // ЗООИД. — Т. 25. — 1904 (Протоколы).